# Toxomerus mutuus
Toxomerus mutuus là một loài ruồi trong họ Ruồi giả ong (Syrphidae). Loài này được Say mô tả khoa học đầu tiên năm 1829. Toxomerus mutuus phân bố ở vùng Tân Nhiệt đới